# دول‌داغ
دول‌داغ (به لاتین: Duldug) یک منطقهٔ مسکونی در روسیه است که در شهرستان آگولسکی واقع شده‌است.